# مخطط درجة الحرارة والإنتروبي
مخطط درجة الحرارة والإنتروبي (الاعتلاج)) في التحريك الحراري رسم بياني تُقيد فيه درجات الحرارة والإنتروبية المقابلة، لنظام ترموديناميكي . كميات تصف النظام (كمية من الغاز مثلا)
مثل الحجم والضغط ودرجة الحرارة و كمية الغاز و الإنتروبية والإنثالبي يسمى هذا النظام نظام ترموديناميكي وتسمى تلك الخواص دوال حالة النظام .

نموذج آلة كارنون (نموذج حديث): تنتق الحرارة من درجة حرارة عالية T_{H} عبر "وسيط للشغل " وتخرج منه باردا T_{C}, بذلك يقوم وسيط الشغل بأداء شغلا ميكانيكيا W في الوسط المحيط ، ويتم ذلك عن طريق الانضغاط والتمدد على دورات.

من صفات «دوال الحالة» أنه إذا غيرنا أحدها مثل درجة الحرارة مثلا أو غيرنا حجمه ، ثم أعدنا درجة الحرارة إلى أصلها، أو أعدنا الحجم إلى الحجم الابتدائي فإن جميع صفات النظام لا تتغير ويعود النظام إلى ما كان عليه في البدء، ويصح ذلك بشرط أن يكون النظام نظاما مغلقا ،أي معزولا عن الجو والوسط المحيط به .

## وصفه

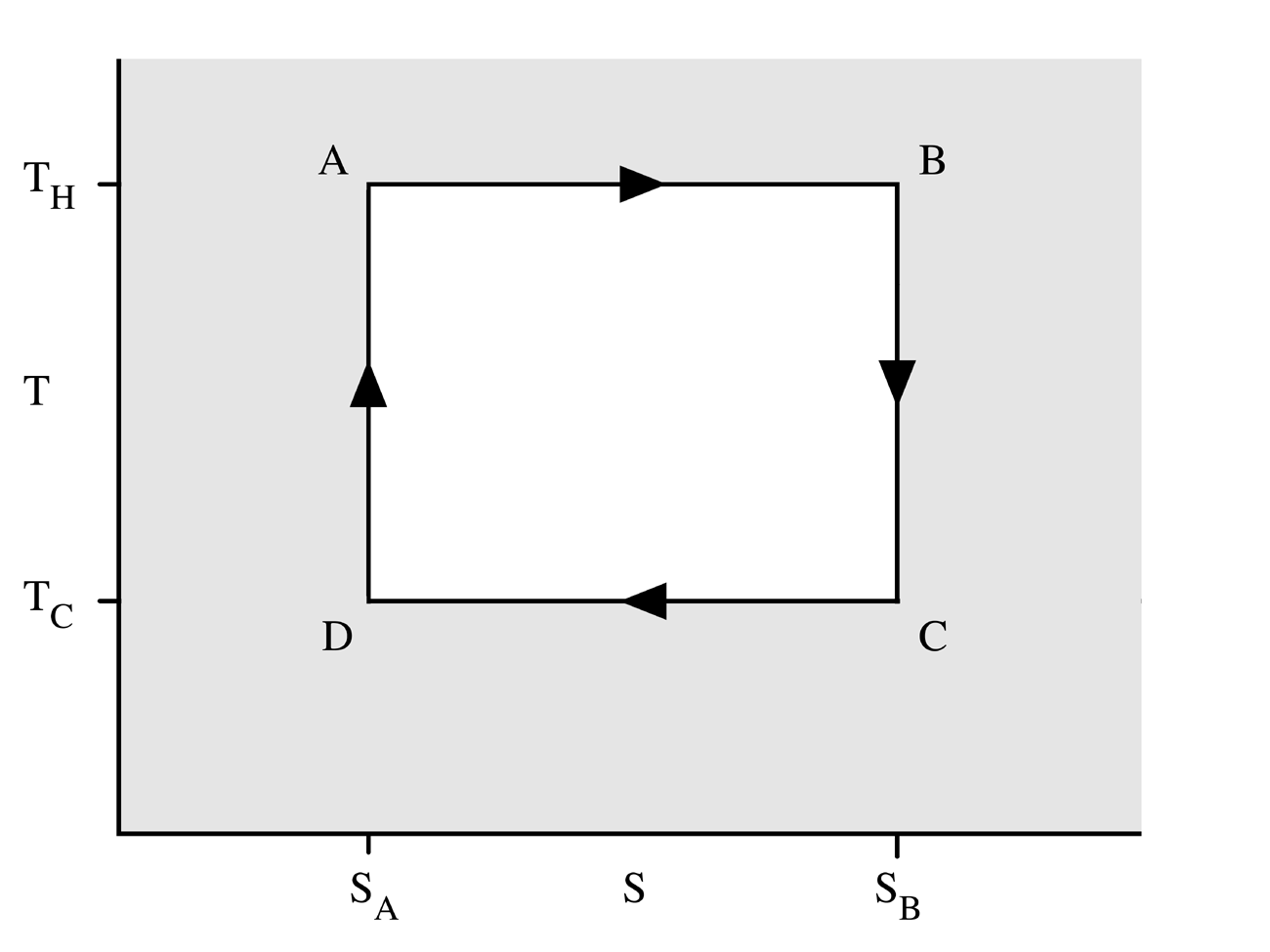
آلة حرارية تعمل كدورة كارنو. تسير العملية بين خزان ساخن عند درجة حرارة عالية T_{H} و مصب بارد عند درجة حرارة منخفضة T_{C}. المحور الافقي يمثل الإنتروبية وتغيرها بتغير درجة حرارة النظام (مرسومة على المحور الرأسي).

نقيد الإنتروبيا S على المحور السيني - كما في الشكل - ونفيد درجة الحرارة المقابلة للإنتروبيا على المحور الصادي .
وتنبع أهمية هذا المخطط من أن المساحة تحت هذا المنحنى تساوي كمية الحرارة المعطاة إلى النظام أو المأخوذة منه، وذلك عندما تجري عملية تغيير حالة النظام عن طريق تغيير درجة الحرارة مثلا كعملية عكوسية. عن طريق رسم المخطط يمكن استنتاج كفاءة دورة مكونة من أربعة عمليات : عمليتان من نوع عملية متساوية الإنتروبية و عمليتين من نوع عملية متساوية درجة الحرارة . تلك الدورة تسمى دورة كارنو وهي الممثلة في مخطط درجة الحرارة والإنتروبي المبينة في الشكل، ويمكننا تعيين المساحة المحورة فيها بسهولة، فنحصل على كفاءة الآلة .

## اقرأ أيضا
- مخطط الضغط والحجم
- دورة كارنو
- دالة حالة
- دالة عملية
- نظام حركة حرارية
- حلقة العمل